# Michel Beaune
Michel Beaune, eigentlich Michel Louis Bosne, (* 13. Dezember 1933 in Paris; † 24. Juli 1990 in Clichy) war ein französischer Schauspieler.

## Leben
Beaune besuchte das renommierte Conservatoire national supérieur d’art dramatique (CNSAD) in Paris. Dort lernte er u. a. auch den Schauspieler Jean-Paul Belmondo kennen, dessen Filmpartner er in mehreren Produktionen war. Von 1956 bis 1958 war er Nachwuchsdarsteller der Comédie-Française. Beaune war ein bekannter französischer Film- und Fernsehfilmdarsteller, er war auch als Bühnenschauspieler tätig.
Beaune hatte zwei Töchter, Caroline und Nathalie.

## Filmografie (Auswahl)
- 1961: Speisekarte der Liebe (Les godelureaux)
- 1964: Der Boss hat sich was ausgedacht (Échappement libre)
- 1970: Das Geständnis (L’aveu)
- 1970: Allô Police
- 1974: Stavisky
- 1975: Adieu, Bulle (Adieu poulet)
- 1975: Der Unverbesserliche (L’incorrigible)
- 1975: Wenn das Fest beginnt … (Que la fête commence …)
- 1976: Der Körper meines Feindes (Le corps de mon ennemi)
- 1976–1989: Kommissar Moulin (Commissaire Moulin; Fernsehserie, 3 Folgen)
- 1977: Frau zu verschenken (Préparez vos mouchoirs)
- 1979: Der Windhund (Flic ou voyou)
- 1979: Jetzt oder nie! (Courage, fuyons)
- 1979: Wer die Zügel hält (Le mors aux dents)
- 1980: Der Puppenspieler (Le guignolo)
- 1980: Achtung Zoll! (Fernsehserie, 1 Folge)
- 1981: Der Profi (Le professionnel)
- 1981: Der Saustall (Coup de torchon)
- 1983: Der Spitzel (L’indic)
- 1983: Mesrine – Staatsfeind Nr. 1 (Mesrine)
- 1983: Der Mann von Suez (L‘homme de Suez; Fernseh-Vierteiler)
- 1984: Die Glorreichen (Les morfalous)
- 1984: Fröhliche Ostern (Joyeuses Pâques)
- 1984: Der Linkshänder (L’arbalète)
- 1985: Der Cowboy – Ein großer Polizist (Le cowboy)
- 1985: Honeymoon (Lune de miel)
- 1987: Der Profi 2 (Le solitaire)
- 1989: Der Löwe (Itinéraire d’un enfant gâté)